# Mwaro (vattendrag i Burundi, Muramvya)
Mwaro är ett vattendrag i Burundi.   Det ligger i provinsen Muramvya, i den nordvästra delen av landet, 40 km nordost om huvudstaden Bujumbura.
Omgivningarna runt Mwaro är en mosaik av jordbruksmark och naturlig växtlighet. Runt Mwaro är det tätbefolkat, med 297 invånare per kvadratkilometer.